# Rodos (sistema operatiu)
Rodos (Sistema operatiu confiable a bord en temps real) és un sistema operatiu en temps real per a sistemes integrats i va ser dissenyat per a dominis d'aplicacions que exigeixen una alta fiabilitat.
Rodos es va desenvolupar al Centre Aeroespacial Alemany i té les seves arrels en el sistema operatiu BOSS. S'utilitza per a l'actual programa de microsatèl·lits del Centre Aeroespacial Alemany. El sistema funciona amb el satèl·lit operatiu TET-1 i s'utilitzarà per al satèl·lit BiROS desenvolupat actualment.
Rodos es millora i s'amplia encara més al Centre Aeroespacial Alemany i al departament de tecnologia de la informació aeroespacial de la Universitat de Würzburg.
Un aspecte important de Rodos és el seu middleware integrat en temps real. El desenvolupament del programari de control i càrrega útil a la part superior d'un middleware ofereix el màxim de modularitat actual. Les aplicacions/mòduls es poden desenvolupar de manera independent i és molt senzill intercanviar mòduls més tard sense preocupar-se dels efectes secundaris, perquè tots els mòduls estan encapsulats com a Building Blocks (BB) i es pot accedir i només poden accedir a altres recursos mitjançant interfícies ben definides.
Entre altres característiques que ofereix Rodos:
- interfícies C++ orientades a objectes,
- arrencada ultra ràpida,
- multithreading preventiu controlat amb prioritat en temps real,
- gestió del temps (com a punt central),
- comunicació i sincronització segura de fils,
- propagació d'esdeveniments.

Arquitectures de conjunt d'instruccions suportades:
- ARM7 (per exemple ARM Cortex-M3, SoC de Raspberry Pi).
- Atmel AVR32.
- STM32 de 32 bits.
- PowerPC (PowerPC 405).